# Музалёв, Дорофей Никитович
Дорофей Никитович Музалёв (1923—1995) — советский педагог, деятель образования, заслуженный учитель школы Карельской АССР (1959), Заслуженный учитель школы РСФСР (1962), Отличник народного просвещения.

## Биография
В 1937 году окончил семилетку, в 1941 году — Дмитровское педагогическое училище.
Участник Великой Отечественной войны, воевал на Юго-Западном, затем на IV Украинском фронтах, разведчик.
После демобилизации в 1946—1948 годах работал учителем в Володарском районе (Донецкая область), два года учился в Ворошиловоградском пединституте.
В 1948—1951 годах — студент исторического факультета Карело-Финского госуниверситета, получил диплом с отличием.
В 1951—1963 годах — директор школы рабочей молодёжи № 5 в Петрозаводске.
В 1963—1981 годах — директор средней школы № 30 в Петрозаводске.
В 1981—1991 годах работал заведующим отделом в Институте усовершенствования учителей Карельской АССР.

## Память
17 июня 1999 года средней школе № 30 Петрозаводска присвоено имя Дорофея Никитовича Музалёва. В настоящее время — «Гимназия № 30 имени Музалёва Д. Н.».
На здании школы размещена памятная доска в честь Музалёва Дорофея Никитовича.